# Microdevario
Genre
Microdevario est un genre de poissons téléostéens d'eau douce ou saumâtre de la famille des Cyprinidae (ordre des Cypriniformes). Ces espèces étaient précédemment rangées dans le genre Microrasbora. 

## Répartition
Les espèces du genre Microdevario se rencontrent en Birmanie et en ThaïlandeFishBase (24 mars 2024).

## Descriptions
Il s'agit de petits poissons pouvant mesurer jusqu'à 15 à 23 mm, queue non comprise, selon les espècesFishBase (24 mars 2024).

## Liste des espèces
Selon World Register of Marine Species (24 mars 2024) :
- Microdevario gatesi (Herre, 1939)
- Microdevario kubotai (Kottelat & Witte, 1999)
- Microdevario nanus (Kottelat & Witte, 1999)

## Classification
Le genre Microdevario a été créé en 2009 par Fang Fang (d), Michael Norén (d), Te-Yu Liao (d), Mari Källersjö (d) et Sven Oscar Kullander (d),.

## Étymologie
Le nom générique, Microdevario, est la combinaison du grec ancien , micros, « petit », et du genre Devario, et fait référence à la fois à la petite taille de ces espèces et leur proximité avec celles du genre Devario

## Publication originale
- (en) Fang Fang, Michael Norén, Te Yu Liao, Mari Källersjö et Sven O. Kullander, « Molecular phylogenetic interrelationships of the south Asian cyprinid genera Danio, Devario and Microrasbora (Teleostei, Cyprinidae, Danioninae) », Zoologica Scripta, Wiley-Blackwell, vol. 38, no 3,‎ mai 2009, p. 237-256 (ISSN 0300-3256 et 1463-6409, DOI 10.1111/J.1463-6409.2008.00373.X).